# Passalurus
Passalurus (von altgriechisch passalos ‚Haken‘ und oura ‚Schwanz‘)  ist eine Gattung der Pfriemenschwänze, die den Blinddarm und das Colon von Kaninchen und Hasen besiedeln. Die Ansteckung erfolgt durch direkte Aufnahme der Eier aus der kontaminierten Umgebung. Larvenstadien können in der Darmschleimhaut von Dünn- und Blinddarm gefunden werden. Die von ihnen ausgelöste Erkrankung wird als Passalurose bezeichnet.
Passalurus sind bis zu 12 mm lang und weißlich. Die Mundöffnung trägt vier symmetrische Papillen. Die Mundhöhle besitzt drei Zähne. Der keulenförmige Ösophagus ist an seinem Ende aufgetrieben. Bei Männchen treten am Hinterende seitlich hervorstehende, kleine Kaudalflügel auf. Das Begattungsorgan der Männchen (Spicula) ist lang. Die Geschlechtsöffnung der Weibchen (Vulva) liegt hinter dem Ende des Ösophagus. Die Eier sind groß und dünnschalig.
Zur Gattung gehören zwei Arten:
- Passalurus ambiguus
- Passalurus nonannulatus